# Maky Román
Román  Castillo est un nom espagnol. Le premier nom de famille, en général paternel, est Román ; le second, en général maternel, souvent omis, est Castillo.
Maky Román Castillo (né le 13 avril 1986) est un coureur cycliste vénézuélien. Il a remporté le Tour de Bolivie 2012, devant l'ancien professionnel Mauricio Ardila.

## Palmarès
- 2011
  - 3e du Tour de Bolivie
- 2012
  - Classement général du Tour de Bolivie
- 2013
  - 4e étape du Tour du Táchira
- 2014
  - 5e étape du Tour du sud de la Bolivie
  - 2e du Clásico Virgen de la Consolación de Táriba
- 2016
  - 1re étape du Tour du Trujillo

## Classements mondiaux
| Année            | 2009 | 2010 | 2011 | 2012 | 2013 | 2014 | 2015 | 2016 |
| ---------------- | ---- | ---- | ---- | ---- | ---- | ---- | ---- | ---- |
| UCI America Tour | 374e |      |      | 113e | 26e  | 89e  |      | 574e |